# Convento dei Cappuccini (Augusta)
Il convento dei Cappuccini è un complesso religioso situato ad Augusta in provincia di Siracusa.

## Storia
La fondazione del convento risale al 1605, quando il Capitolo provinciale  tenutosi a Licodia Eubea (14 gennaio 1605), designò la città di Augusta quale luogo dove far sorgere una nuova presenza conventuale. Nello stesso anno venne piantata simbolicamente una croce nel sito dove sarebbe sorto il convento.
Nel 1606 fu posata la prima pietra e furono avviati i lavori per l'edificazione del complesso religioso, il quale sorse sui ruderi delle chiese di San Martino e San Giuliano. L'edificio contava circa trenta celle e la chiesa fu dedicata a San Francesco d'Assisi (alcune fonti riportano come titolare la Madonna degli Angeli, probabilmente tratte in inganno dall'omonimo quadro, posto sull'altare maggiore).
La struttura conventuale, che nel tempo venne ampliata, nel 1681 scampò, grazie all'intervento del vescovo di Siracusa, ad un tentativo  di esproprio, per esigenze militari, da parte delle autorità civili.
Distrutto dal sisma del 1693, il convento venne ricostruito e ampliato e i frati vi abitarono fino al 1866, quando a causa della soppressione degli ordini religiosi, insieme all'annessa selva, diventarono proprietà dello Stato, ed ebbero svariate destinazioni d'uso. La chiesa rimase aperta al culto fino al 1933, anno in cui venne demolita.
I frati, che non riuscirono a riacquistare la proprietà del complesso conventuale, nel 1901, per opera di Fra Benedetto e Fra Agostino d’Augusta, iniziarono la costruzione di una nuova struttura, che sorse su un’antica fortificazione settecentesca, adiacente alla preesistente chiesa dedicata alla Madonna del Perpetuo Soccorso.
Nel 1950 la struttura venne notevolmente ampliata con l'edificazione del seminario minore, la cui prima pietra fu posta il 2 luglio del 1950, alla presenza del Ministro Generale dei Cappuccini fra Clemente Milwaukee.
Nel 1964 la chiesa è stata eretta in parrocchia, col titolo di Santa Maria del Perpetuo Soccorso. Nel 2002 furono avviati i lavori per la realizzazione di una nuova e più capiente chiesa, la quale è stata inaugurata e dedicata a Cristo Re, il 3 aprile 2004, dall'arcivescovo di Siracusa, Giuseppe Costanzo.

## Chiesa di Santa Maria del Perpetuo Soccorso
Dalla caratteristica forma cilindrica, la chiesa di Santa Maria del Perpetuo Soccorso, conosciuta comunemente come chiesa della Rotonda (per la sua particolare forma geometrica), risalente al sedicesimo secolo, venne ricostruita nel 1727, dopo essere stata distrutta dal sisma che colpì il Val di Noto nel 1693.
La struttura, di modeste dimensioni, possiede un'unica navata e al suo interno custodisce alcune delle preziose tele dell'antica chiesa dei Cappuccini, portate dai frati dopo la soppressione. Tra queste vi sono quelle raffiguranti l’Agonia di Cristo e la Morte di San Francesco, entrambi di autori ignoti. Altre opere sono scomparse nel corso dei secoli (come un San Felice da Cantalice)  o distrutte nella seconda guerra mondiale (come fu per la tela della Madonna degli Angeli). 
Sull'altare maggiore, posta all'interno di una nicchia, la statua lignea della Madonna del Soccorso, della scuola di Ortisei (XX sec.).
Nella sacrestia, annessa alla chiesa, è possibile ammirare l’armadio ligneo risalente al 1757, proveniente dal vecchio convento dei Cappuccini. 